# Variable FK Comae Berenices
Els estels variables FK Comae Berenices són un tipus de variables de les qui la fluctuació de lluentor és de només unes dècimes de magnitud. Són gegants de tipus espectral G i K que roten a gran velocitat i la superfície de la qual té una lluentor no uniforme. El període de variació en aquests variables correspon al seu període de rotació, i poden ser també ser sistemes binaris espectroscòpics. És possible que aquests estels representin una etapa posterior en l'evolució d'un sistema binari amb un embolcall comú, on els dos nuclis ja s'han fusionat.
FK Comae Berenices —prototip de la classe—, 31 Comae Berenices (LS Comae Berenices), 28 Monocerotis (V645 Monocerotis) i UZ Librae són exemples d'aquest tipus de variables.